# Elżbieta Kaufman-Suszko
Elżbieta Maria Kaufman-Suszko (ur. 12 sierpnia 1948 w Białymstoku) – polska polityk, samorządowiec, w latach 2005–2006 p.o. prezesa Agencji Restrukturyzacji i Modernizacji Rolnictwa.

## Życiorys
Ukończyła studia na Wydziale Elektroniki Politechniki Gdańskiej oraz studia podyplomowe w Szkole Głównej Handlowej (z zakresu gospodarki samorządu terytorialnego) i na Uniwersytecie Kardynała Stefana Wyszyńskiego. Od 1972 do 1989 pracowała w Białostockich Zakładach Telewizyjnych Biazet, m.in. jako kierownik działu. W latach 1992–1994 była dyrektorem administracyjnym Akademii Medycznej w Białymstoku. Przeszła następnie do Urzędu Miejskiego w Białymstoku na stanowisko naczelnika Wydziału Polityki Społeczno-Gospodarczej (1994–1996), potem w tym urzędzie zajmowała stanowisko naczelnika Wydziału Pomocy Społecznej (2000–2003). W 2005 została powołana na szefa gabinetu politycznego ministra rolnictwa i rozwoju wsi, a w grudniu tego roku na p.o. prezesa Agencji Restrukturyzacji i Modernizacji Rolnictwa, funkcję tę pełniła do 2006.
W latach 1990–1998 przez dwie kadencje sprawowała mandat radnej Białegostoku. Następnie przez dwie kadencje pełniła funkcję radnej sejmiku podlaskiego (wybierana z listy kolejno AWS i PiS). W latach 1998–2000 wchodziła w skład zarządu województwa. W 2011 ponownie została radną sejmiku z ramienia Prawa i Sprawiedliwości, zastępując Dariusza Piontkowskiego. W 2014 nie uzyskała reelekcji, jednak w 2015 po raz kolejny objęła mandat, zastępując Jana Dobrzyńskiego. W 2018 nie została ponownie wybrana.
Działa w organizacjach katolickich, m.in. jako prezes Stowarzyszenia Rodzin Katolickich Archidiecezji Białostockiej i członkini rady programowej Ludowego Uniwersytetu Katolickiego im. księdza Jerzego Popiełuszki. Zasiadała w podlaskim zarządzie wojewódzkim Porozumienia Polskich Chrześcijańskich Demokratów. Była też sekretarzem generalnym partii Rodzina-Ojczyzna.
W 2018 otrzymała Srebrny Krzyż Zasługi.
Zamężna, ma syna.